# Рождественский концлагерь

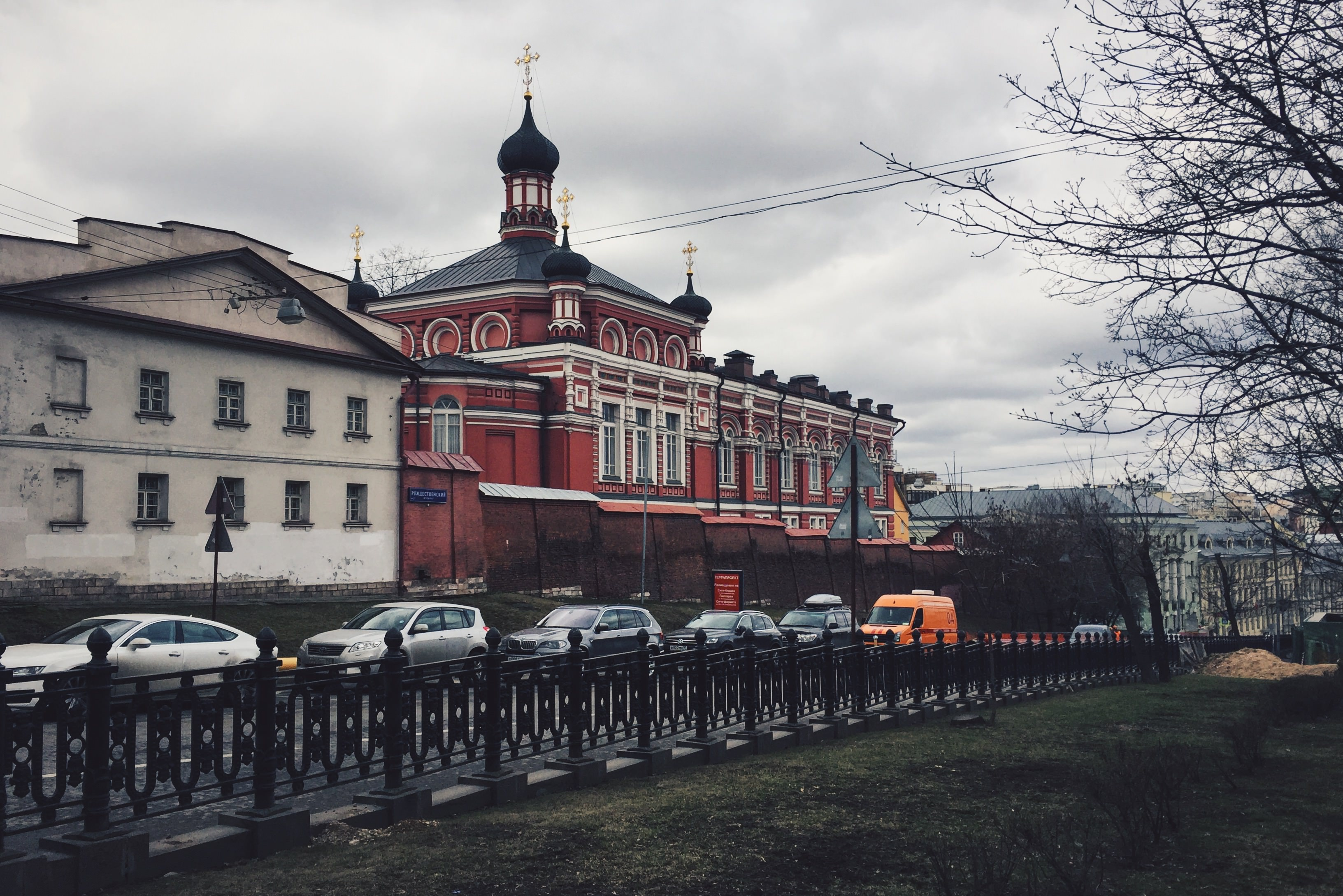
Местонахождение бывшего концлагеря в 2016 году

Рождественский концлагерь — советский концлагерь, созданный советской властью в 1920 году на территории Московского Рождественского монастыря.

## Расположение
Концлагерь был обустроен в монастырских зданиях на улице Рождественке (д. № 20/8).

## История
Рождественский концлагерь функционировал с 1920 по нач. 1930-х гг. в системе ВЧК-ОГПУ. После революции на территории Богородице-Рождественского монастыря 1 июня 1920 года был открыт Рождественский концлагерь. Параллельно с концлагерем (как отдельное его подразделение) в том же монастыре находилось Рождественское казарменное общежитие принудительных работ, также открытое не позже июня 1920 года. Оно было подведомственно Московскому управлению принудительных работ. Через полтора года после открытия, 19 декабря 1921 года, было принято решение о «ликвидации» лагеря. Заключённые лагеря и общежития были переведены в Покровский лагерь. Количество заключённых в лагере составляло порядка нескольких сот человек. Здесь же находилась центральная больница-амбулатория для лагерей, открытая в 1920 году, которую тюремная инспекция называет «центральной амбулаторией по всем специальностям».